# Schwerin
Schwerin (en alemán: Schwerin, pronunciado /ʃveˈʁiːn/ⓘ) es una ciudad alemana, capital de Mecklemburgo-Pomerania Occidental. Está situada a 80 km al sur del mar Báltico. Es la segunda ciudad más grande (después de Rostock) y uno de los cuatro centros económicos más importantes del estado federado. Tiene alrededor de 96 000 habitantes y por eso es la capital más pequeña de los estados federados de Alemania.
La ciudad alemana fue fundada por el duque sajón Enrique el León en 1160. Con el paso del tiempo la ciudad se amplió hacia el oeste y hacia el sur del lago Schweriner Innensee. Hoy en día hay doce lagos en el área de la ciudad. Ya a mediados del siglo X un viajero comercial informó de un castillo en un lago de agua dulce, un predecesor del castillo de Schwerin, que fue hasta 1918 la residencia principal de los duques y de los gran duques de Mecklemburgo. Desde 1990 el castillo es la sede del parlamento regional (Landtag) del Estado federado.
El Palacio Schwerin se encuentra en una isla en medio del lago del mismo nombre, y es el principal hito de la ciudad. Anteriormente los duques y grandes duques de Mecklenburg reinaron en este edificio. Hoy en día es la sede del Parlamento regional de Mecklemburgo-Pomerania Occidental.

## Historia

### Primeros asentamientos, fundación de la ciudad y condado
En el curso de excavaciones en Schwerin se han encontrado herramientas de 1000 a 600 a. C. (aproximadamente). Más tarde, los germanos poblaron la zona, hecho que se considera probado por un pozo del primer siglo d. C.
Después de 700 d. C., eslavos habitaron la zona de la actual ciudad de Schwerin. En 965, el viajante judeo-morisco Ibrahim ibn Ya'qub relató que en la zona había un castillo en un lago. Historiadores suponen que este castillo se encontró en el sitio del actual Schwerin. Al menos, está confirmado por excavaciones que en esta época había una fortaleza allí. En 1018, Mistislaw, un príncipe cristiano de los abodritas, una tribu eslava, se refugió en el castillo de Schwerin para escapar de un ataque de los lutizen, otra tribu eslava.

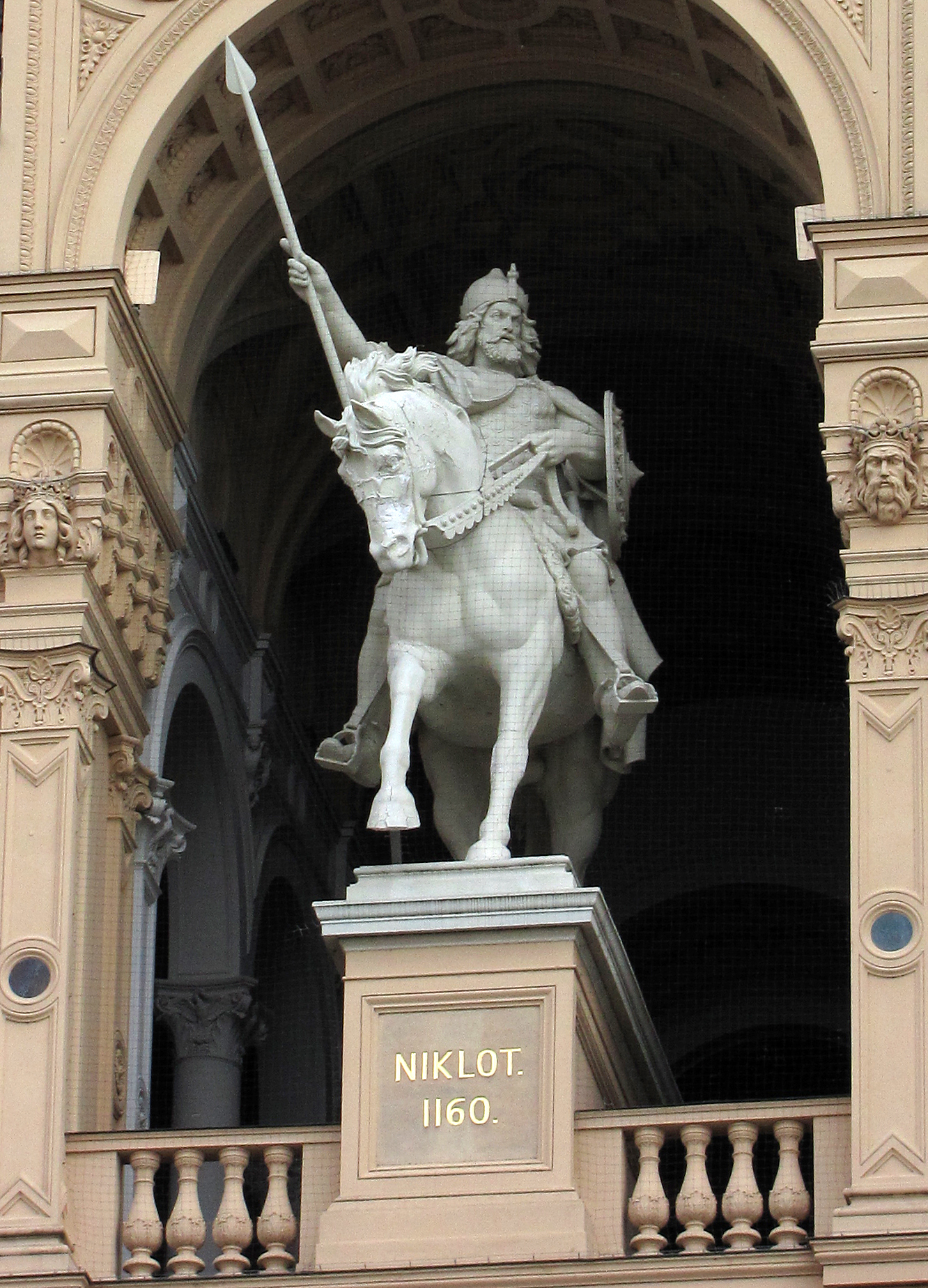
Niklot, estatua ecuestre en el castillo de Schwerin, 1855 (escultor: Christian Genschow).

En 1160, Niklot, el príncipe de los abodritas, quemó el castillo en la isla Schlossinsel para no dejarlo caer en manos de un ejército de la tribu de los sajones encabezado por Enrique el León. Este venció a Niklot y mandó a reconstruir el castillo para usarlo como puesto avanzado de los sajones en el área de los abodritas. Por eso, 1160 tradicionalmente se considera el año de la fundación de Schwerin como ciudad alemana, aunque no hay unanimidad en esta cuestión y según otra versión, Schwerin se fundó en el momento en el que recibió el privilegio de ser ciudad (Stadtrecht), es decir en 1164. En 1167, la sede episcopal de la región se trasladó desde el castillo Mecklenburg a Schwerin y también en 1167 Schwerin se convirtió en la sede del condado Schwerin con Gunzelin I ocupando el puesto de conde. En 1171, la primera catedral de Schwerin fue consagrada y después de esta fecha, Schwerin se transformó en el punto de partida de la cristianización del área que más tarde se llama Mecklemburgo. En esta época, Schwerin tenía alrededor de 500 habitantes de los cuales un quinto fueron miembros del clero.

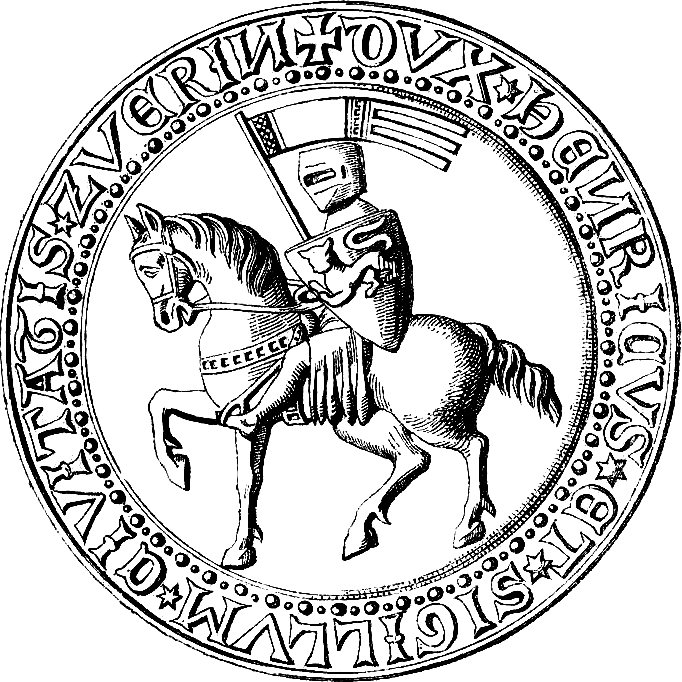
Sello de la ciudad, con el fundador de la ciudad Enrique el León, 1255.

La primera mención de un concejo de la ciudad de la que disponemos es de 1228. El concejo se componía de seis miembros y el alcalde. Las disputas y luchas por el poder entre el conde y el obispo refrenaron el desarrollo de la ciudad. En 1270 comenzaron las obras de la segunda catedral. El necesario dinero provenía de ingresos generados por una gota de sangre sagrada que atraía peregrinos y que en 1222, el conde Heinrich I von Schwerin había traído de un peregrinaje y regalado a los canónigos. Por iniciativa de la viuda del conde, la condesa Audacia, la tercera parte de estos ingresos se destinó para erigir un convento franciscano, del que disponemos de una primera mención de 1236, así que es considerado el establecimiento más viejo de una orden mendicante en Mecklemburgo.
En 1284, se erigió un dique, el Spieltordamm, para estancar el agua de un arroyo, el Aubach, formando el estanque Pfaffenteich. El Spieltordamm permitía al conde y al obispo aprovechar de un molino de agua (la Grafenmühle y la Bischofsmühle). En 1340, se concluyeron las obras de una nueva muralla compacta, que remplazó la muralla de madera que había antes. En 1351, se menciona por primera vez la casa del ayuntamiento. La casa quedó destruido por el fuego tres veces y fue reconstruida cada vez en el mismo sitio. Hoy en día, perdura el arco medieval de un pasaje del edificio. La muralla compacta pasó su primera prueba cuando el duque Alberto II de Mecklemburgo, un descendiente de Niklot, sitió la ciudad por varios meses en el año 1358.

### Schwerin como parte del ducado de Mecklemburgo

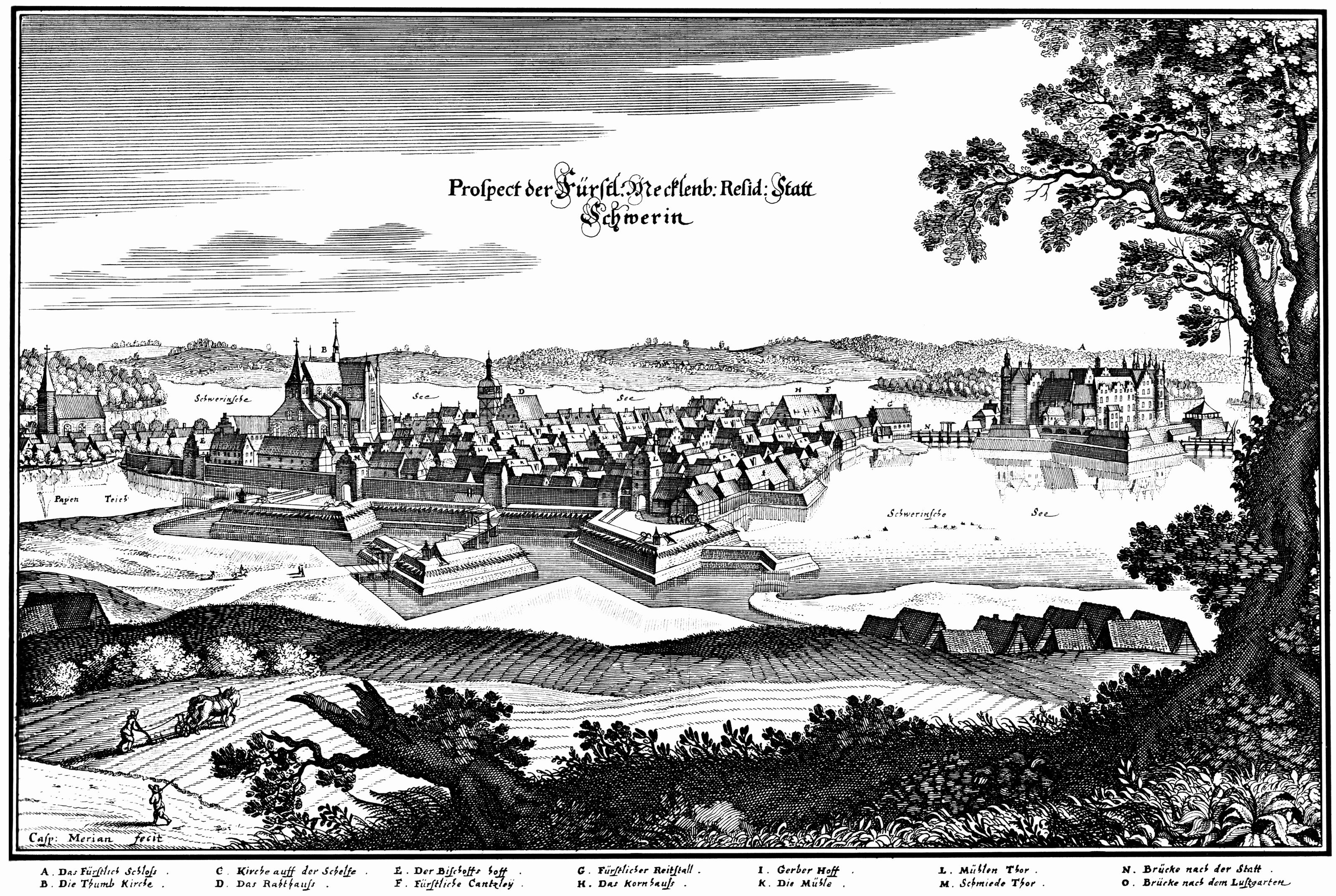
Calcografía de Schwerin antes de 1653, Matthäus Merian.

Cuando ya no hubo descendientes de la familia Gunzelin, el condado de Schwerin pasó al ducado de Mecklemburgo. Alberto II de Mecklemburgo compró la ciudad, la convirtió en su capital y así también en el centro cultural y político de Mecklemburgo. Desde el punto de vista económico, las ciudades Rostock y Wismar fueron las más prósperas, situadas en lugares más propicios para los transportes. El reino del duque Enrique IV fue un período difícil marcado por conflictos fronterizos, asaltos y asesinatos y por la falta de dinero. Además hubo un brote de peste. Solo cuando Magnus II se convirtió en duque, mejoró la situación de la ciudad mediante una reorganización de la administración, en particular de la administración financiera. El duque pensaba enlazar los ríos Elba y Elde con el lago Schweriner See y la ciudad de Wismar. Durante su reino se erigió el edificio más antiguo que se conserva hasta la fecha, la Großes Neues Haus (la gran casa nueva). En 1553 se fundó una escuela bajo la égida de los Duques de Schwerin, situada frente al castillo. En 1561 se estableció una biblioteca ducal administrada por un hombre de letras, Tilemann Stella. En los años 1531 y 1558 gran parte de la ciudad quedó destruida por incendios. Se introdujo una ordenanza que mandó a erigir casas de piedra para reducir el peligro de un incendio. Sin embargo, en 1651 otro incendio volvió a reducir a cenizas gran parte de Schwerin. En 1654 terminaron las obras de la reconstrucción de la Cámara Municipal de Schwerin. Durante la guerra de los Treinta Años la ciudad sufrió menos daño que el ducado.
Por una ordenanza del duque de 1705 empezó la ampliación del barrio Schelfstadt. En el año 1717 los pocos judíos que había en la ciudad y que desde 1679 otra vez tenían el derecho de residir en Schwerin establecieron un cementerio allí. En 1740 se erigió el edificio de la Cámara Municipal del barrio Neustadt, que primero sirvió de vivienda y en 1776 se convirtió en la sede de la administración del barrio. Se trató de establecer empresas comerciales e industriales y activar la economía de la ciudad pero la iniciativa fracasó por la hegemonía de la nobleza y la caballería, que fue la causa por el atraso de la economía de Schwerin.
En el año 1752 ya hubo 200 faroles alumbrando las calles de Schwerin. La urbanización de los suburbios progresó. En 1765 los duques trasladaron su residencia de Schwerin a la ciudad de Ludwigslust. En 1773 se consagró la sinagoga de Schwerin, y en torno a ella se construyeron las casas para el rabino del ducado y el jazán.

### Schwerin en elsigloXIXy en la república de Weimar

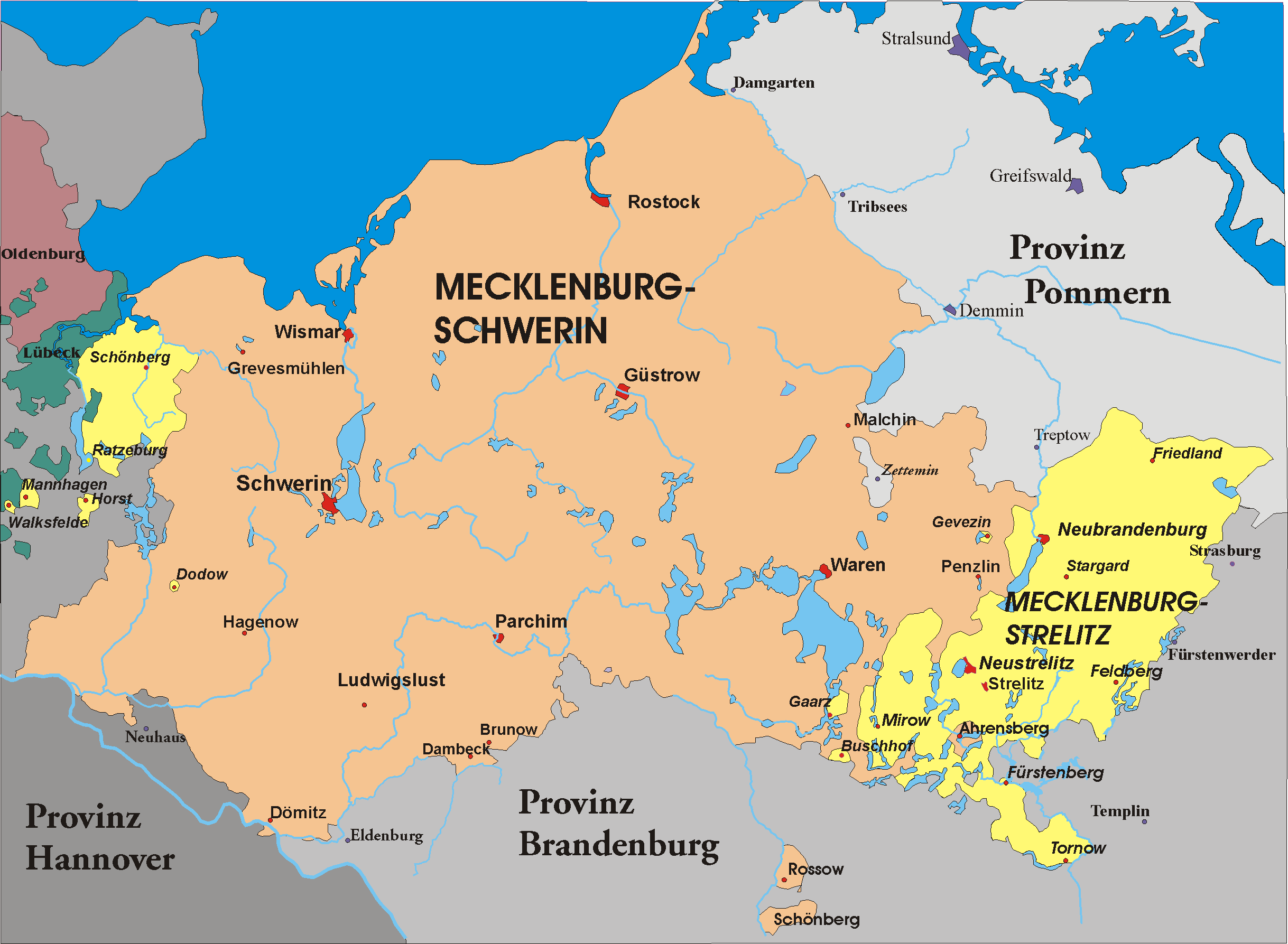
Mapa del Gran Ducado de Mecklemburgo-Schwerin, 1866-1934

En el siglo XIX amplias obras de construcción cambiaron el panorama de la ciudad. Schwerin perdió su carácter medieval, y se amplió su territorio. Fortificaciones ya no necesitadas desaparecieron y paulatinamente las cabañas de madera se sustituyeron por edificios de piedra y casas de paredes entramadas. El número de miembros de la parroquia judía creció hasta 300, y en 1825 se realizaron extensos trabajos de renovación de la sinagoga y se ensanchó varias veces. Hasta el año 1836 el arquitecto de la corte Georg Adolf Demmler transformó la casa consistorial de Schwerin en un edificio representativo, y se construyeron el teatro Schauspielhaus y la caballeriza de Schwerin. En el norte de Schwerin se estableció el primer hospital para enfermos mentales en el norte de Alemania que estaba encabezado por científicos.
Después de que el gran duque Pablo Federico volvió a establecer la residencia ducal en Schwerin, en el año 1837 se decidió erigir un nuevo castillo a causa de las malas condiciones en las que estaba el viejo castillo de Schwerin. Los trazados del arquitecto de la corte Georg Adolf Demmler, que se guiaron por castillos renacentistas franceses, le gustaron al gran duque. Sin embargo, después de que había muerto en 1842, el nuevo gran duque, Federico Francisco II, ordenó cesar las obras. De 1845 a 1857 el viejo castillo fue renovado y parcialmente reconstruido. En 1851 la dirección de las obras pasó a Friedrich August Stüler, un arquitecto berlinés, y a Hermann Willebrand, que le apoyó, porque se había producido un conflicto entre Demmler y los funcionarios de la corte. En 1842 se erigió el dique Paulsdamm a través del lago Schweriner See.

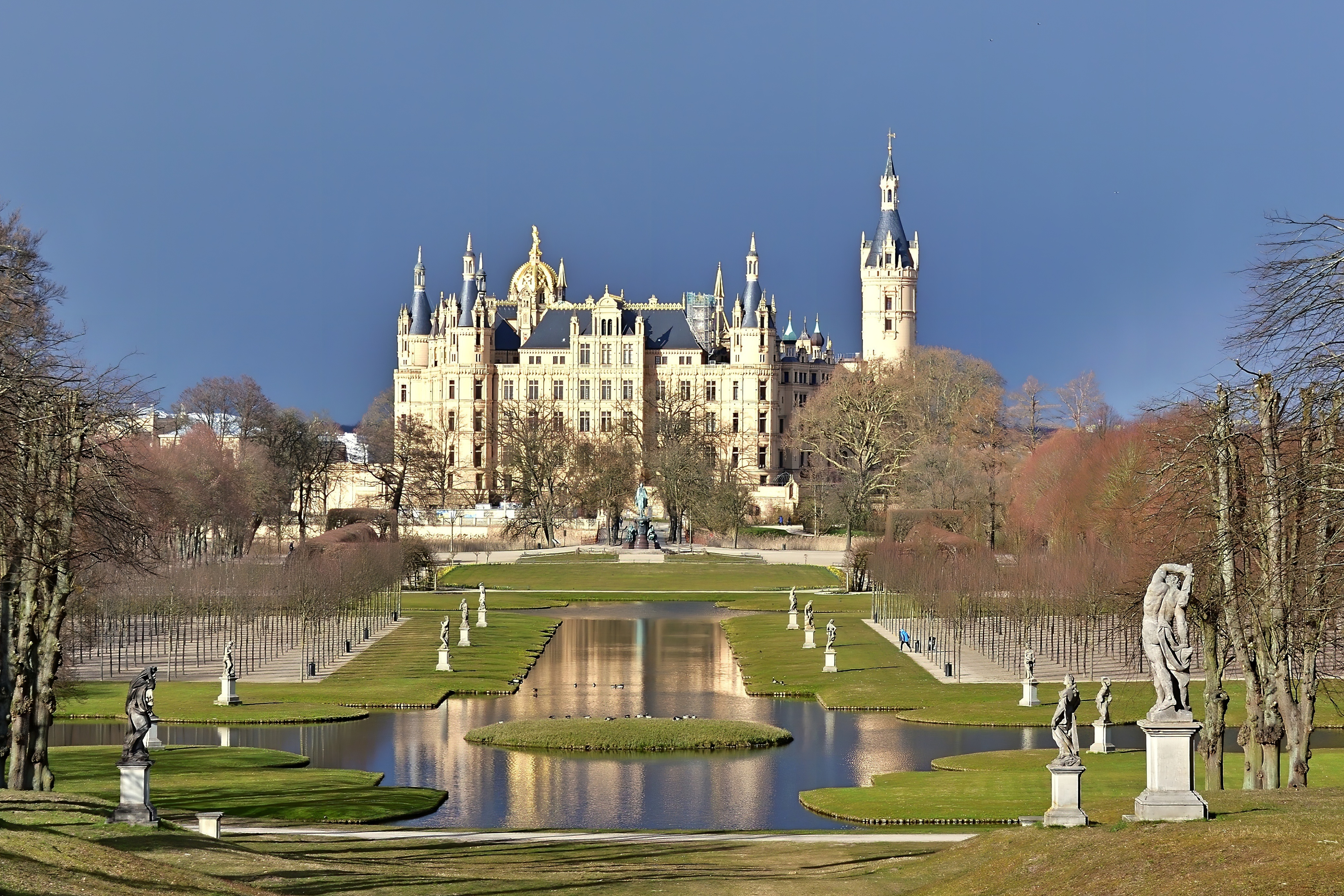
El castillo y el jardin
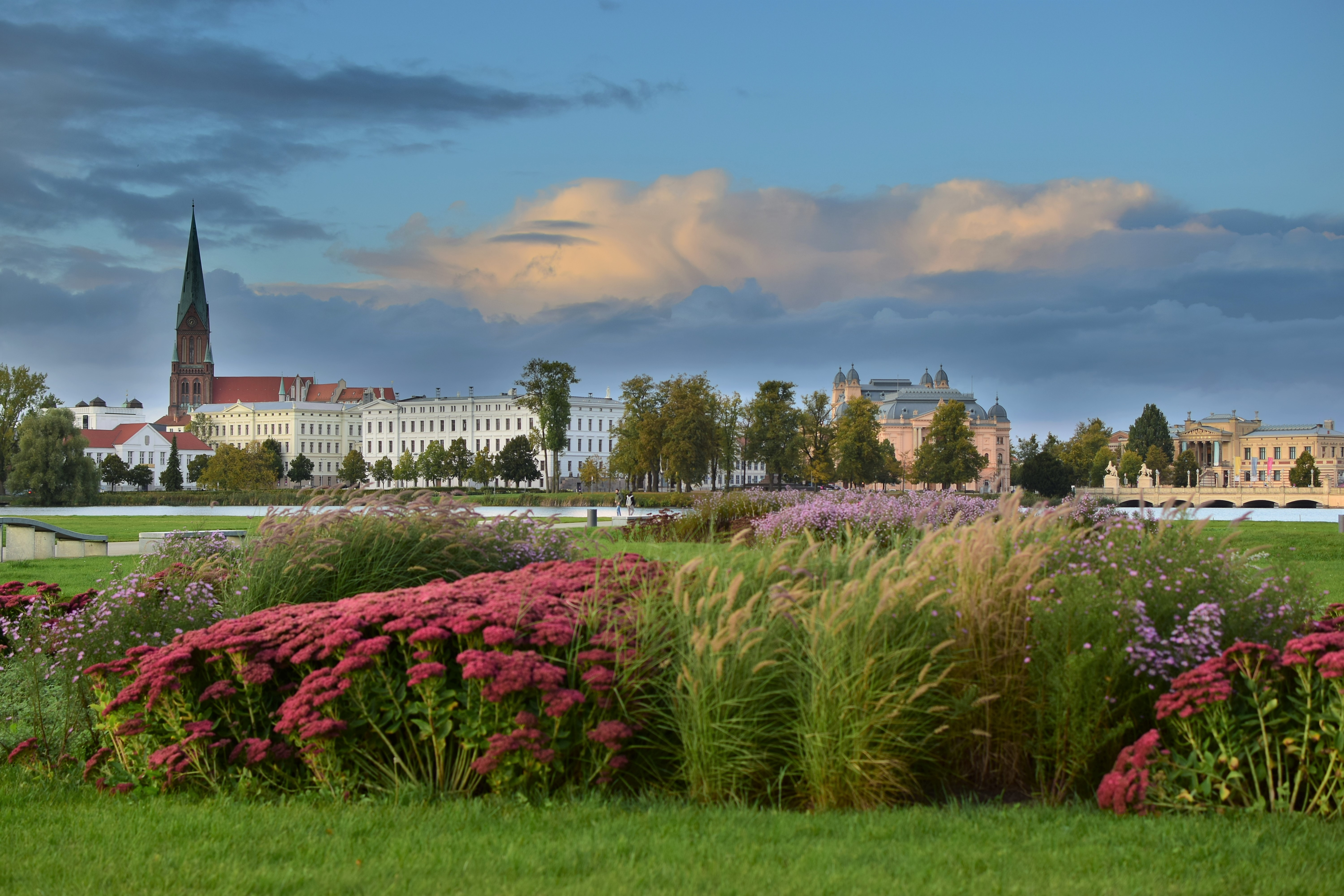
Catedral y casco antiguo
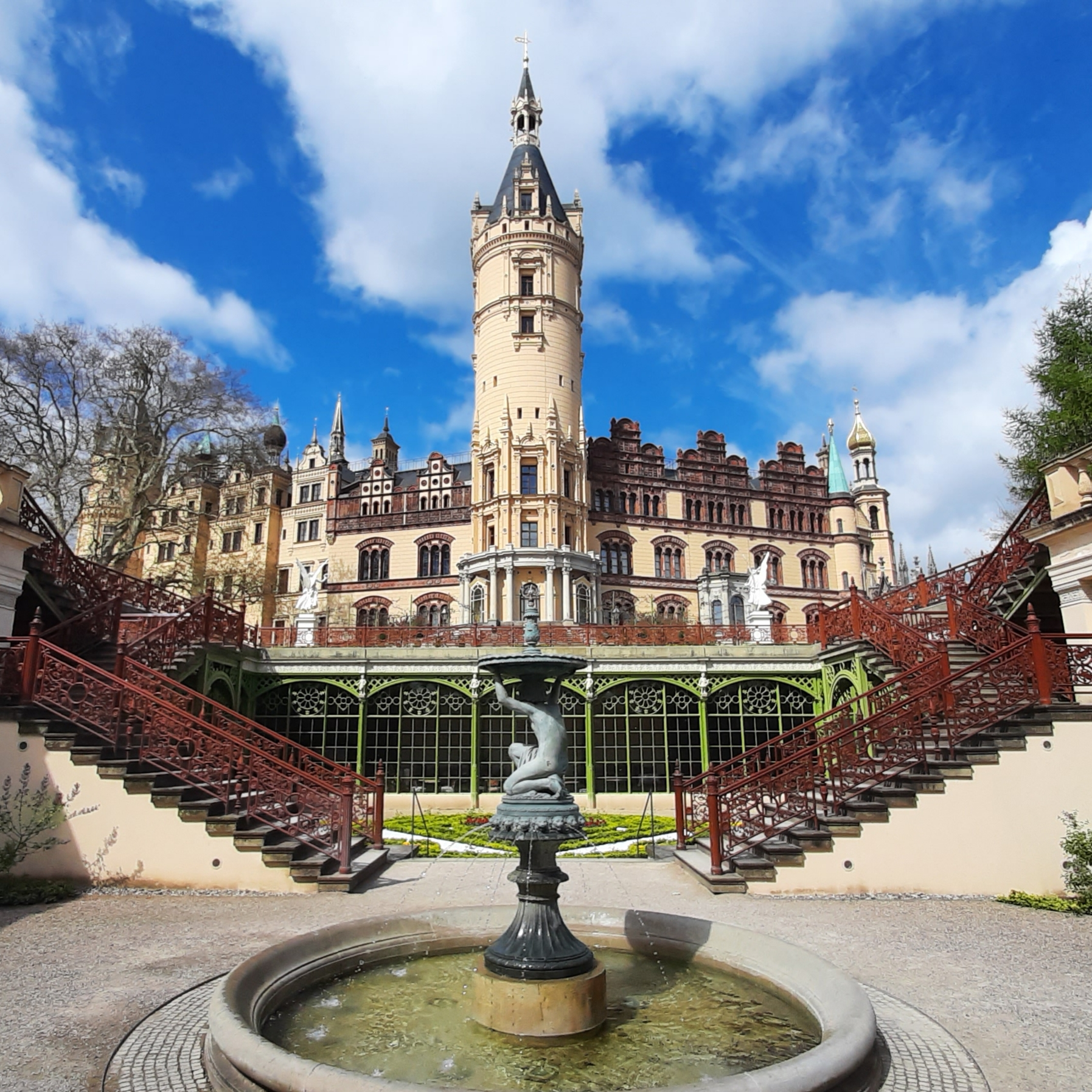
El castillo desde el lado del lago
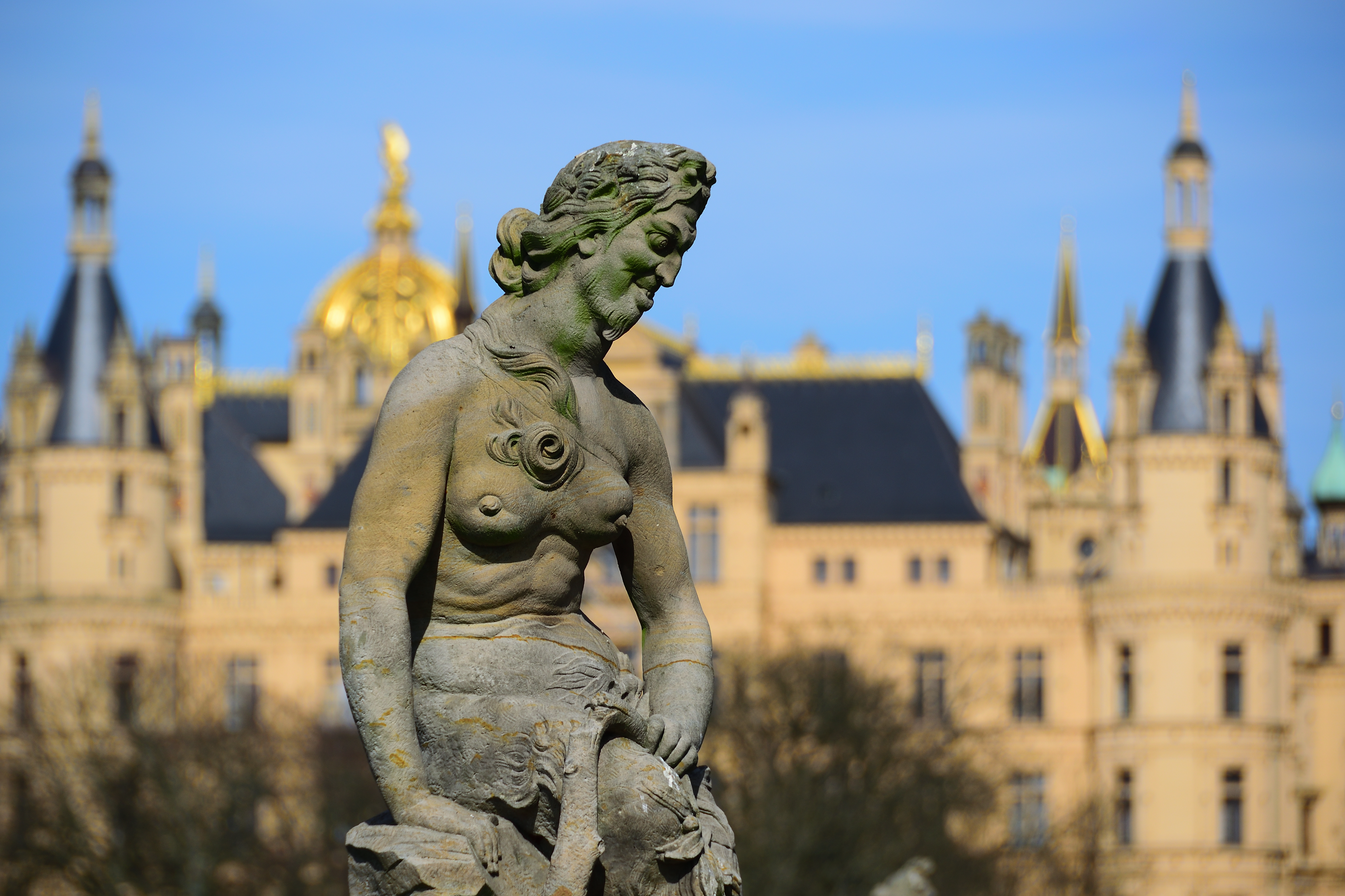
Figura del Bathasar Permoser
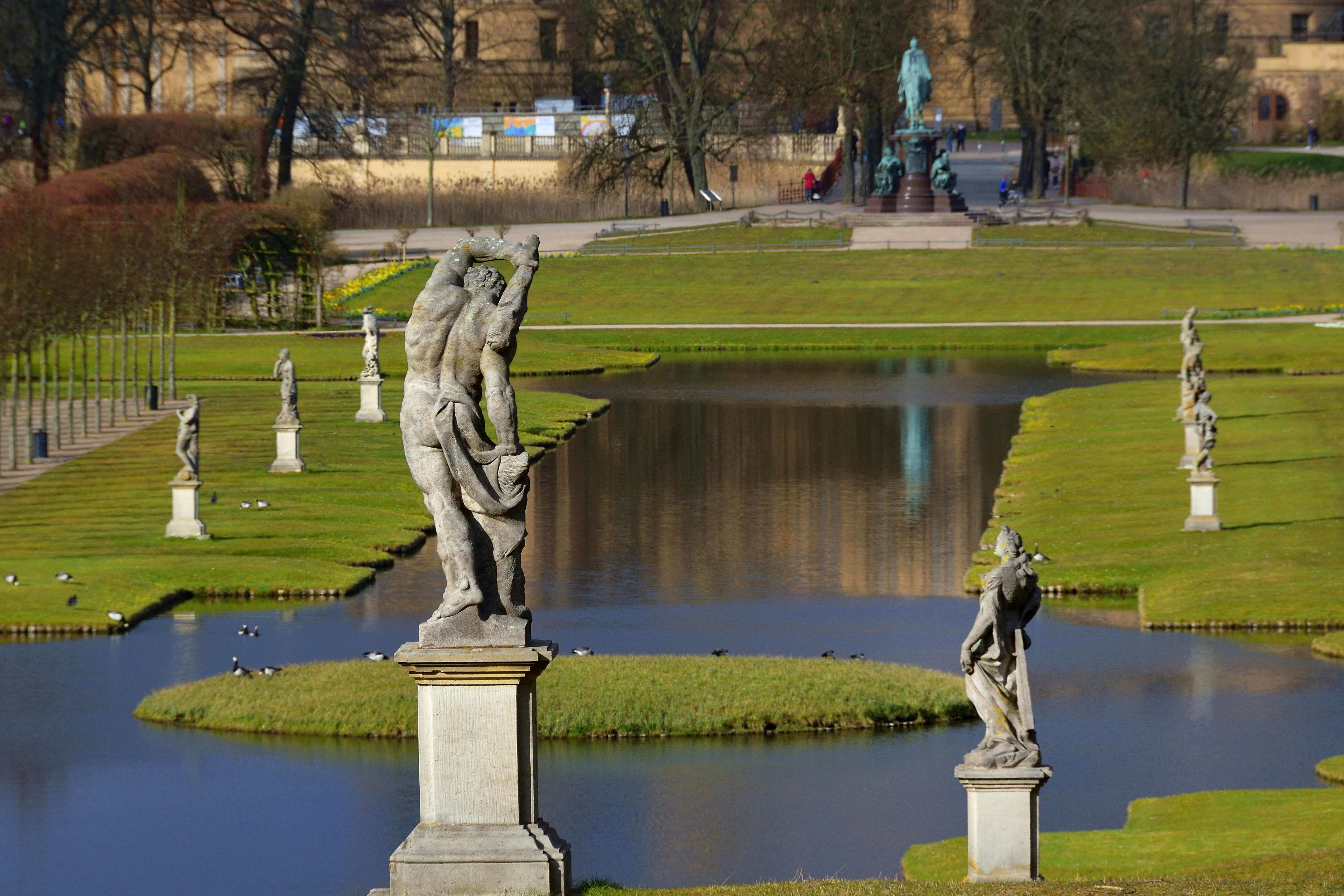
En el jardín del castillo
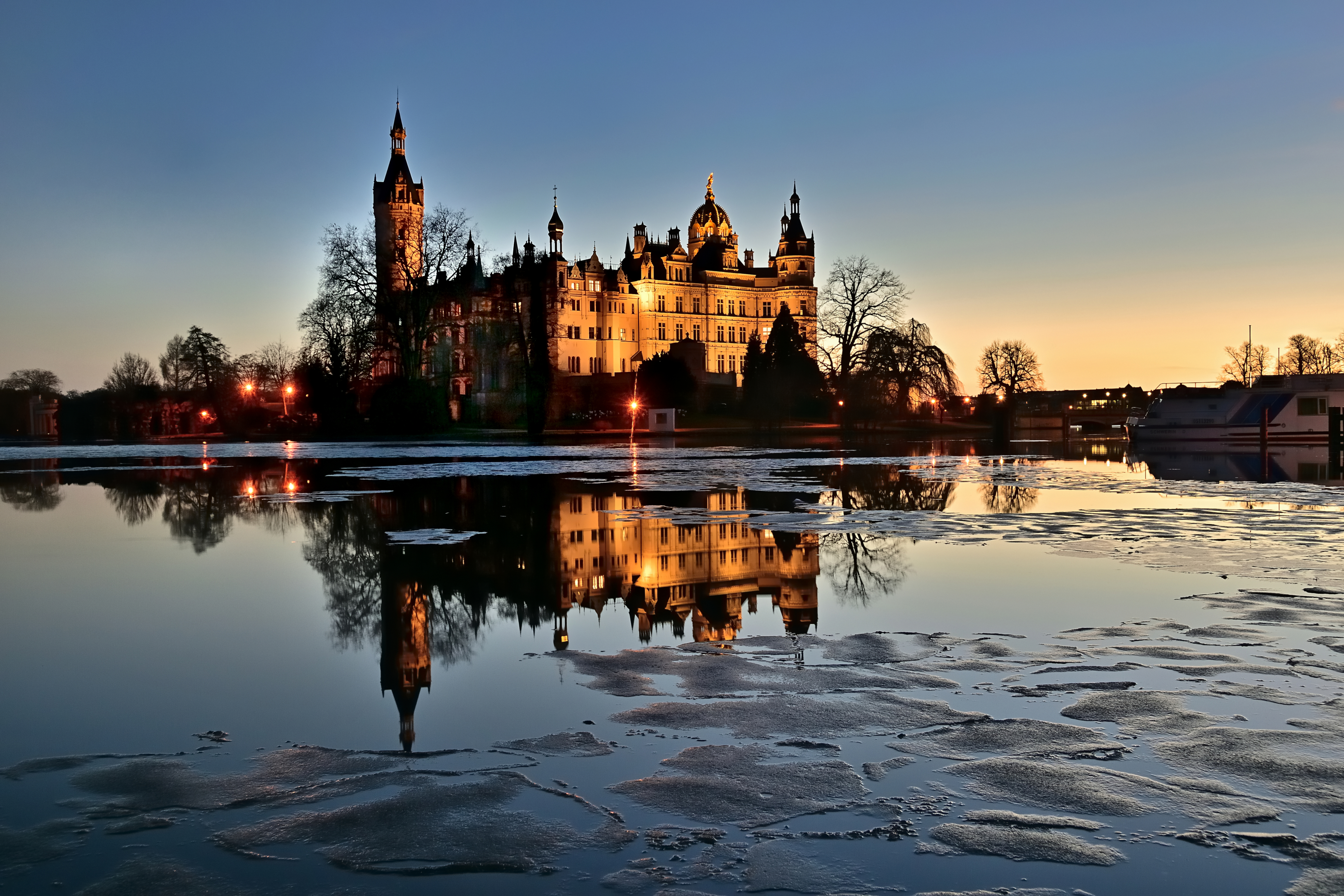
El castillo por la noche

### Zona de ocupación soviética y período de la RDA
Después de la Segunda Guerra Mundial, bajo la zona de ocupación soviética, la ciudad se convirtió en la sede del gobierno del Estado de Mecklemburgo-Pomerania Occidental, que pasó a llamarse Mecklemburgo en 1947 por órdenes soviéticas. De 1945 a 1949, Schwerin estuvo bajo la administración militar del poder soviético. El tratado fronterizo de Schwerin se firmó aquí el 21 de septiembre de 1945. La población aumentó de alrededor de 64 000 a 88 200 de 1939 a 1946 debido a la admisión de refugiados, lo que condujo a la falta de espacio vital.
En 1986, un avión de pasajeros se estrelló poco antes de aterrizar en Berlín-Schönefeld. Murieron 72 personas, incluidos 20 escolares en un décimo grado en la escuela Ernst Schneller en Schwerin.
El 23 de octubre de 1989, tuvo lugar la primera manifestación del lunes en Schwerin, para la cual 40 000 personas se reunieron en la catedral y en el antiguo jardín. Una marcha posterior con miles de velas en las manos de los 40 000 manifestantes silenciosos condujo a través de Werderstrasse, a través del mercado de estanterías hasta el Pfaffenteich y terminó frente al arsenal. Incluso hoy, una placa de vidrio en el arsenal da testimonio de la primera gran marcha de protesta de Schwerin.

## Política

### Política municipal

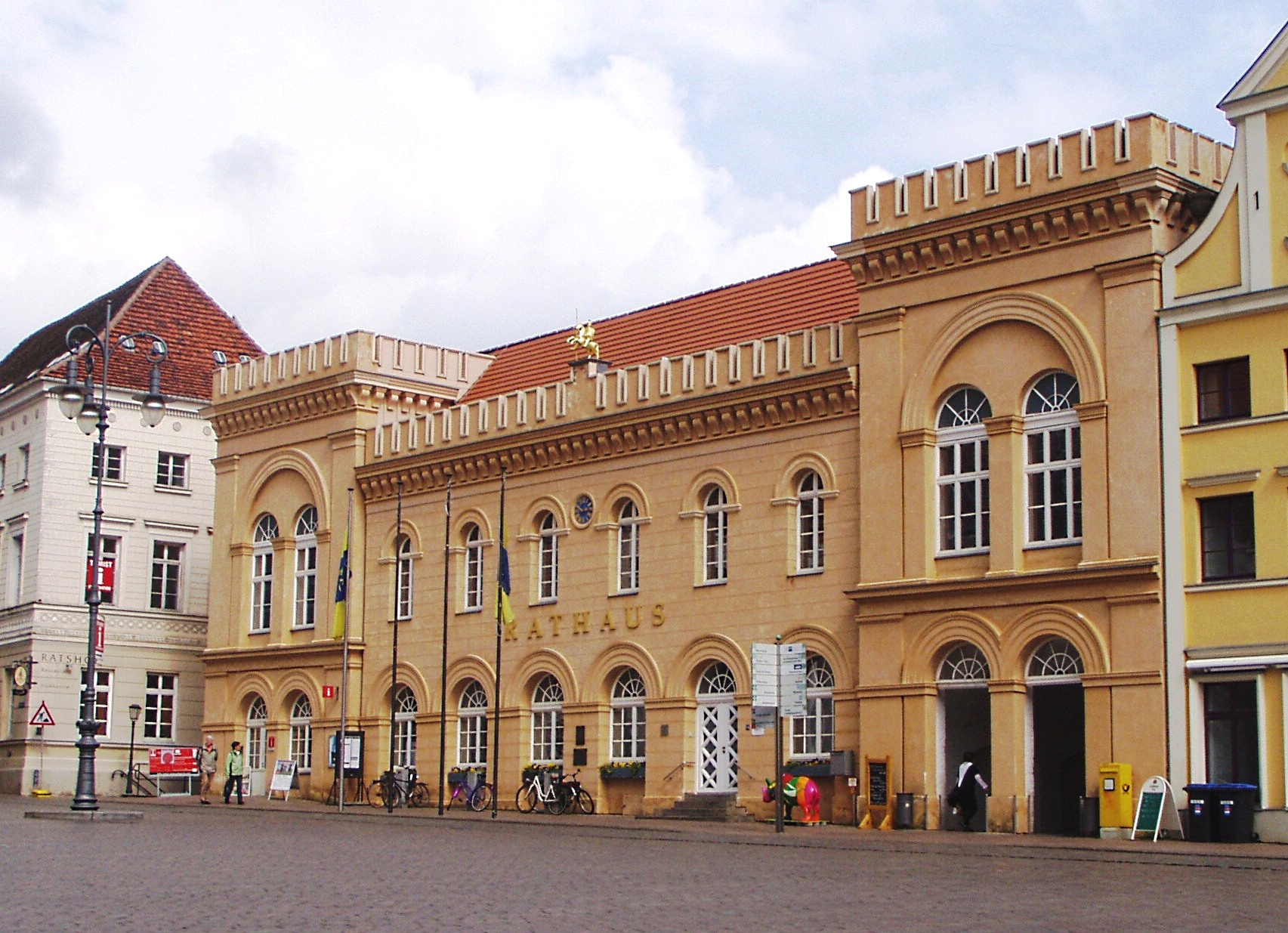
Cámara Municipal de Schwerin.

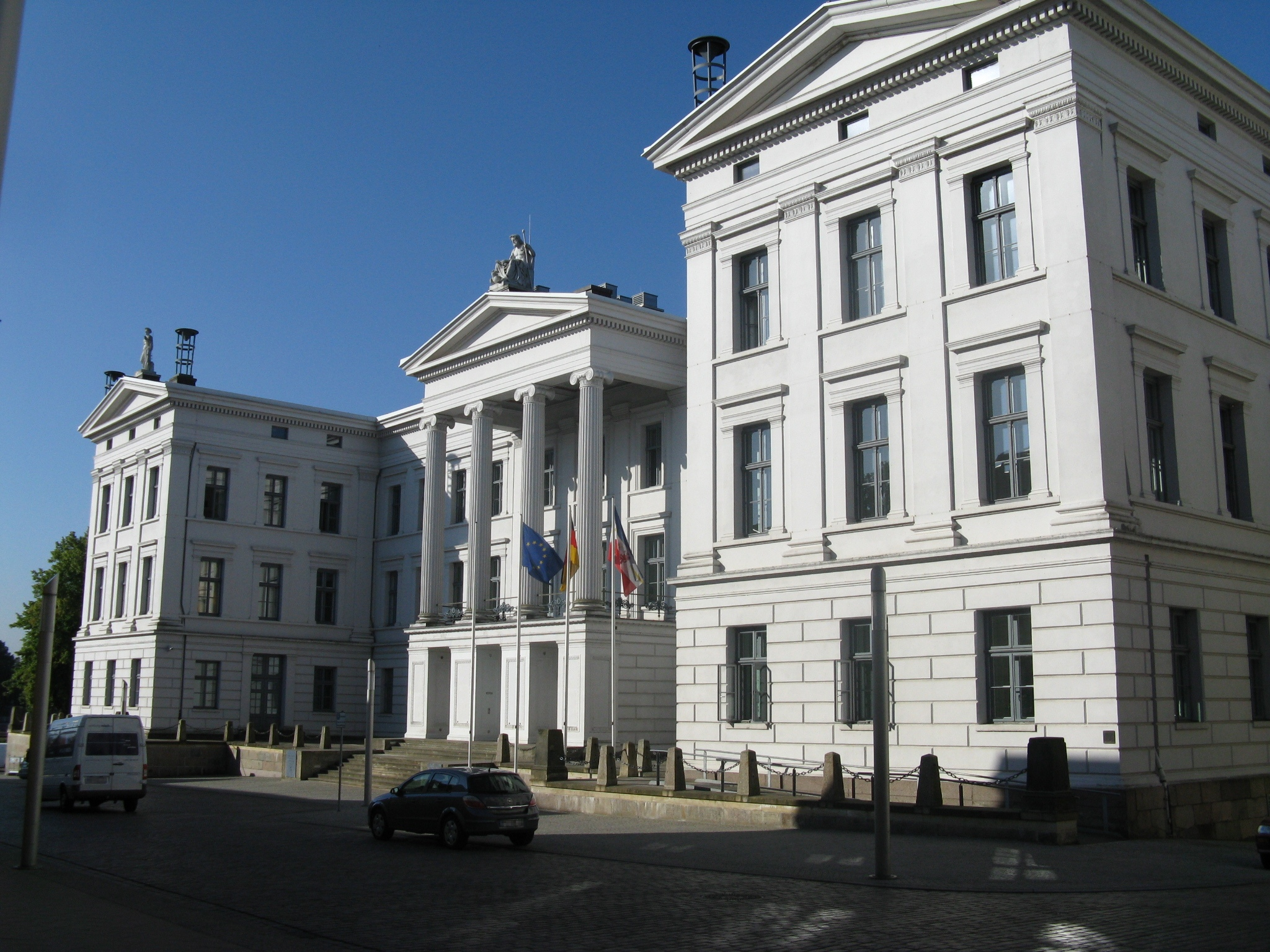
La cancillería en Schwerin - la sede del primer ministro.

La representación de los ciudadanos es el ayuntamiento. El Ayuntamiento de Schwerin consta de 45 diputados. Los ciudadanos de la ciudad eligen los miembros del ayuntamiento (actualmente 45) por cinco años. El llamado Stadtpräsident preside el ayuntamiento. Esta nueva oficina de representación en la ciudad fue fundada en 1990 por la "Gesetz über die Selbstverwaltung der Gemeinden und Landkreise in der DDR" (aprox: Ley de la autonomía de los municipios y distritos en la República Democrática Alemana) por el antiguo parlamento de la RDA. Desde la modificación de Kommunalverfassung en 1994 la oficina es honorífica. El alcalde preside las reuniones y representa junto con el alcalde la ciudad. Los ciudadanos eligen al alcalde por ocho años. Desde 2002 es elegido directamente. Actualmente la alcaldesa es Angelika Gramkow.
El Ayuntamiento de Schwerin se compone después de la elección del Concejo Municipal 2009 de la siguiente manera:
| Partido            | Porcentaje | Escaños |
| ------------------ | ---------- | ------- |
| CDU                | 24,8 %     | 11      |
| Die Linke          | 24,6 %     | 11      |
| SPD                | 19,5 %     | 9       |
| Unabhängige Bürger | 11,2 %     | 5       |
| Grüne              | 7,8%       | 4       |
| AfD                | 5,9 %      | 3       |
| FDP                | 3,0%       | 1       |
| ASK                | 1,7        | 1       |
| Independientes     | 1,4%       | -       |

Participación electoral: 44,8%.

## Geografía

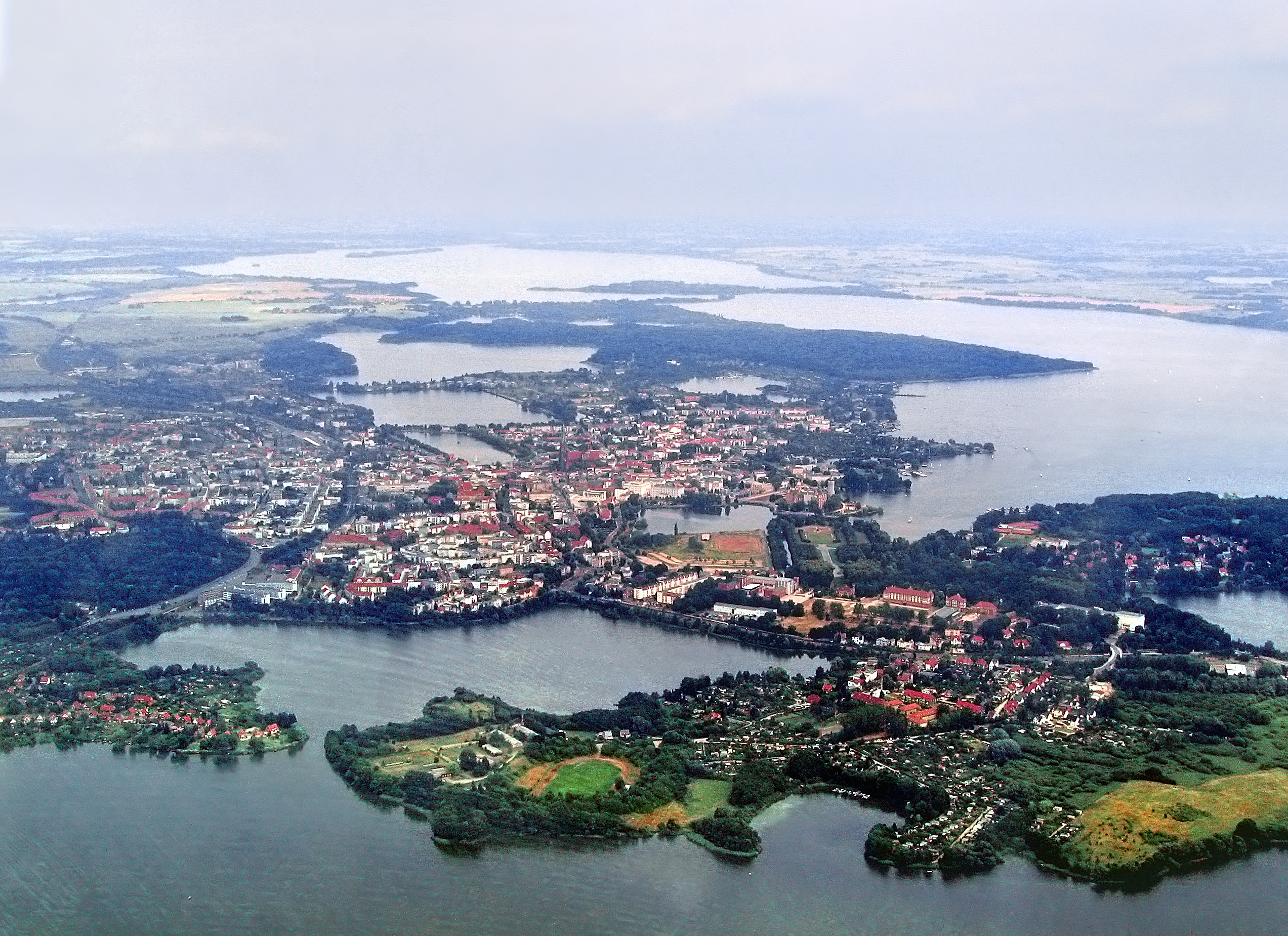
Imagen aérea de Schwerin.

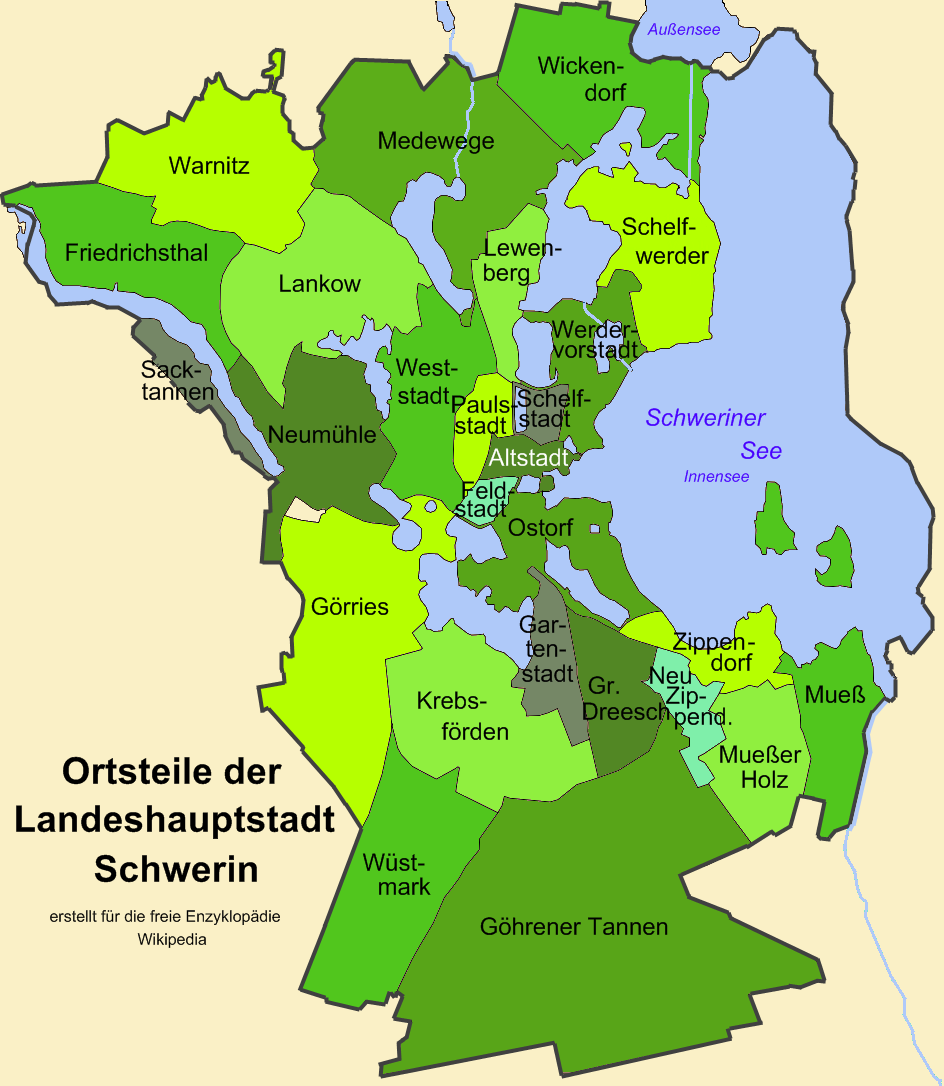
Distritos administrativos de la ciudad Schwerin.

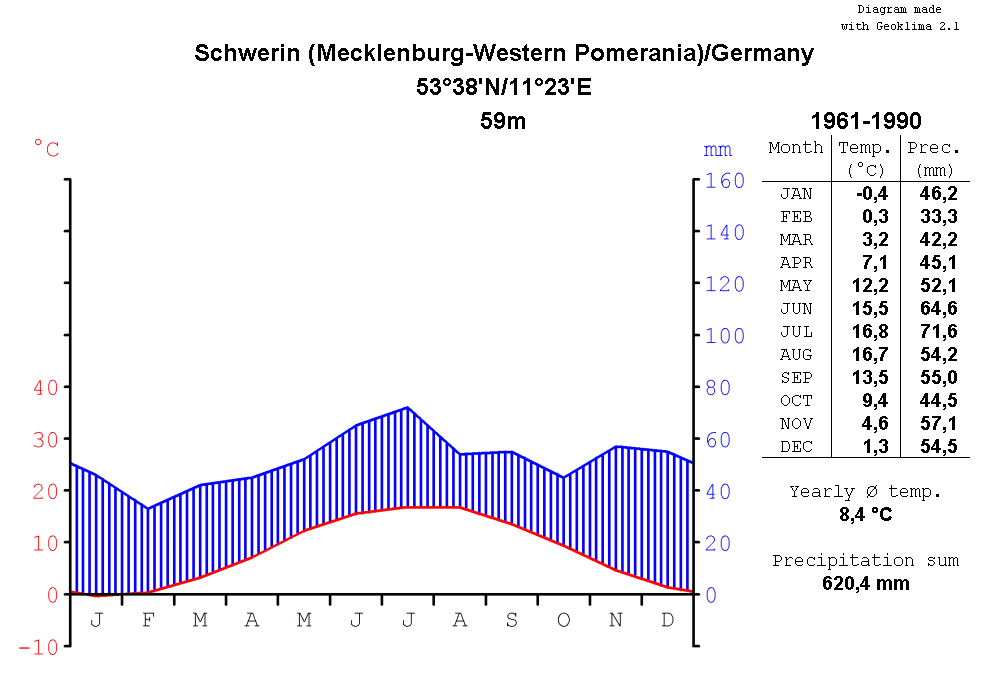
Climograma de Schwerin (1961-1990).

Schwerin está situada en el oeste del Estado de Mecklemburgo-Pomerania Occidental en la costa suroeste del lago de Schwerin. En el interior de la ciudad se hallan los siguientes lagos: Burgsee, Fauler See, Grimkesee, Heidensee, Große Karausche, Lankower See, Medeweger See, Neumühler See, Ostorfer See, Pfaffenteich, Ziegelsee y Schweriner See. El lago de Schwerin es el cuarto lago mayor en Alemania. Un canal importante es el Stör. El arroyo Aubach conecta varios lagos de Schwerin. Además hay muchos árboles en el área de la ciudad. Los árboles son los restos de los bosques antiguos, que fueron cortados durante la expansión de la ciudad. El área urbana es 130,46 km², de eso son 28,9 % de agua y 18,5 % cubierto de bosques. Por eso Schwerin tiene una característica naturaleza especial.
Su punto más alto está en el barrio Neumühle con una altura de 86,1 m. La cota más baja, de 38 m, se encuentra a la orilla del lago de Schwerin.

### Pueblos vecinos
La ciudad está rodeada por tres distritos:
- Distrito de Parchim: con los pueblos de Leezen, Raben Steinfeld y Plate
- Distrito de Ludwigslust: con los pueblos de Holthusen, Pampow, Klein Rogahn y Wittenförden
- Distrito de Mecklemburgo Noroccidental: con los pueblos de Brüsewitz, Pingelshagen, Seehof y Lübsdorf

### Distritos administrativos de Schwerin
Schwerin tiene 18 distritos administrativos que contienen al menos un barrio. Cada distrito tiene 5-15 representantes que pueden aconsejar algo al concejo municipal. El número de los representantes depende del número de los habitantes de los distritos.
Los 18 distritos con sus correspondientes barrios son:
- Distrito 1: Schelfstadt, Werdervorstadt, Schelfwerder
- Distrito 2: Altstadt, Feldstadt, Paulsstadt, Lewenberg
- Distrito 3: Großer Dreesch (antiguamente. Dreesch I)
- Distrito 4: Neu Zippendorf (antiguamente. Dreesch II)
- Distrito 5: Mueßer Holz (antiguamente. Dreesch III)
- Distrito 6: Gartenstadt, Ostorf (antiguamente. Haselholz, Ostorf)
- Distrito 7: Lankow
- Distrito 8: Weststadt
- Distrito 9: Krebsförden
- Distrito 10: Wüstmark, Göhrener Tannen
- Distrito 11: Görries
- Distrito 12: Friedrichsthal
- Distrito 13: Neumühle, Sacktannen
- Distrito 14: Warnitz

### Clima
El clima de la ciudad de Schwerin corresponde a un clima templado.

## Demografía

### Religión
En Schwerin hay parroquias cristianas, musulmanas y judías. Entre las parroquias cristianas hay comunidades luteranas, católicas, ruso-ortodoxas y comunidades de las Freikirche. Hay dos comunidades musulmanas y una comunidad judía, que tiene una sinagoga en Schwerin.

## Economía

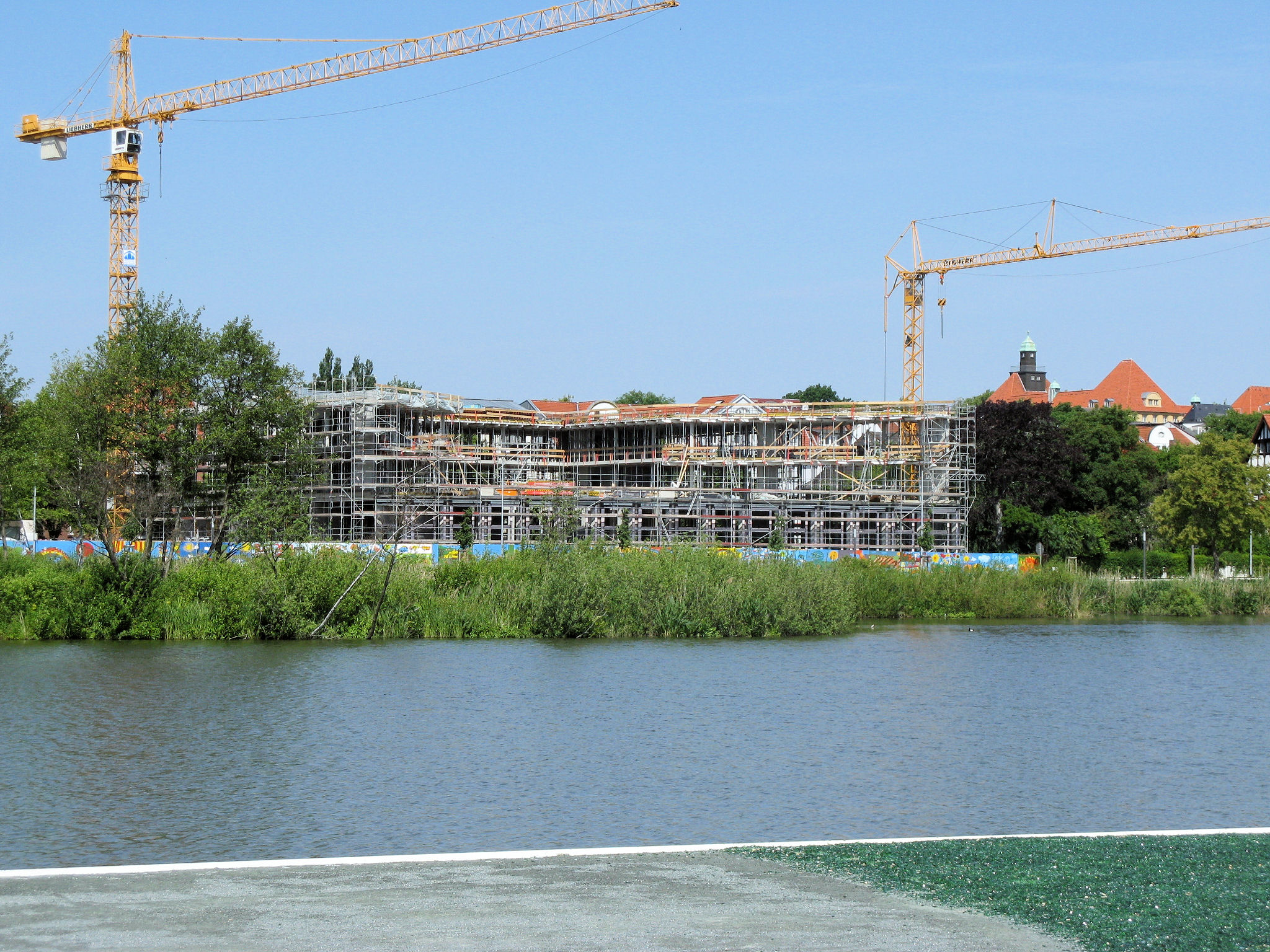
Nueva construcción del edificio de la Cámara de Comercio e Industria de Schwerin.

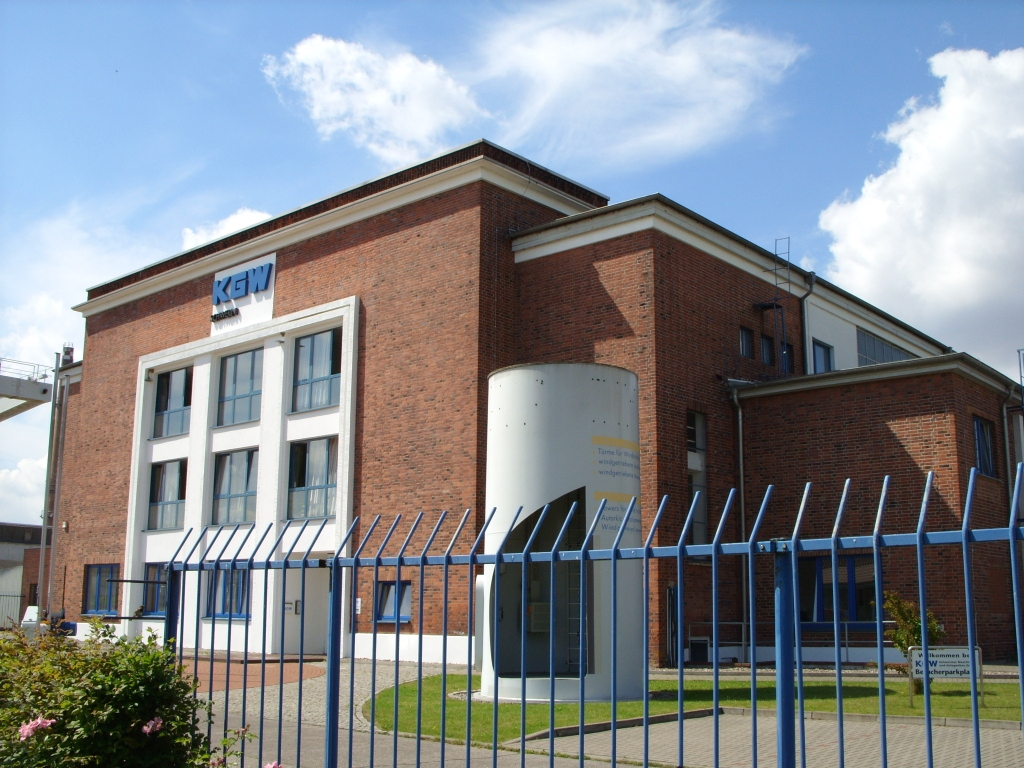
KGW Maschinenbau Schwerin.

En Schwerin hay primordialmente pequeñas y medianas empresas (PyME). Especialmente la industria alimentaria, la ingeniería mecánica y empresas del sector médico se encuentran en la ciudad. Entre otras cosas se producen piezas para el Airbus, torres para aerogeneradores, así como materias plásticas. Particularmente el sector de servicios es muy importante. Por ejemplo, existen numerosos centros de atención de llamadas y minoristas en Schwerin. Por ejemplo, las empresas DB Dialog Telefonservice GmbH (una empresa de Deutsche Bahn) y la Deutsche Telekom tienen grandes centros de atención de llamadas en Schwerin. Además Schwerin ha desarrollado en un centro de compras. Sin embargo, la artesanía de la ciudad es muy importante.
Los principales empleadores son las administraciones públicas, las clínicas Helios Kliniken, los centros de atención de llamadas y las pequeñas y medianas empresas.
Los ciudadanos de Schwerin tenían en 2005, con 14 911 euros, la mayor renta neta anual de Mecklemburgo-Pomerania Occidental. Las prestaciones sociales y las jubilaciones están incluidas en la estadística. La renta media disponible en el Estado federado de Mecklemburgo-Pomerania Occidental fue 13 953 euros - la media nacional fue 17 702 euros.
La tasa de desempleo en el promedio anual:
| Año               | 2002   | 2003   | 2004   | 2005   | 2006   | 2007   |
| ----------------- | ------ | ------ | ------ | ------ | ------ | ------ |
| Tasa de desempleo | 13,7 % | 15,2 % | 15,0 % | 16,2 % | 15,8 % | 14,4 % |

Empresas con sede en Schwerin
(selección)
| - Prysmian Kabel & Systeme GmbH - FlammAerotec GmbH & Co KG - Maplan Maschinenfabrik Schwerin GmbH - Schoeller Arca Systems GmbH - Schoeller Caps Systems GmbH - KGW Maschinenbau Schwerin | - Hoffrichter GmbH - Schweriner Schlossbrauerei - Sojaland GmbH - Linda Waschmittel GmbH - Trebing & Himstedt - WEMAG AG |

## Transporte

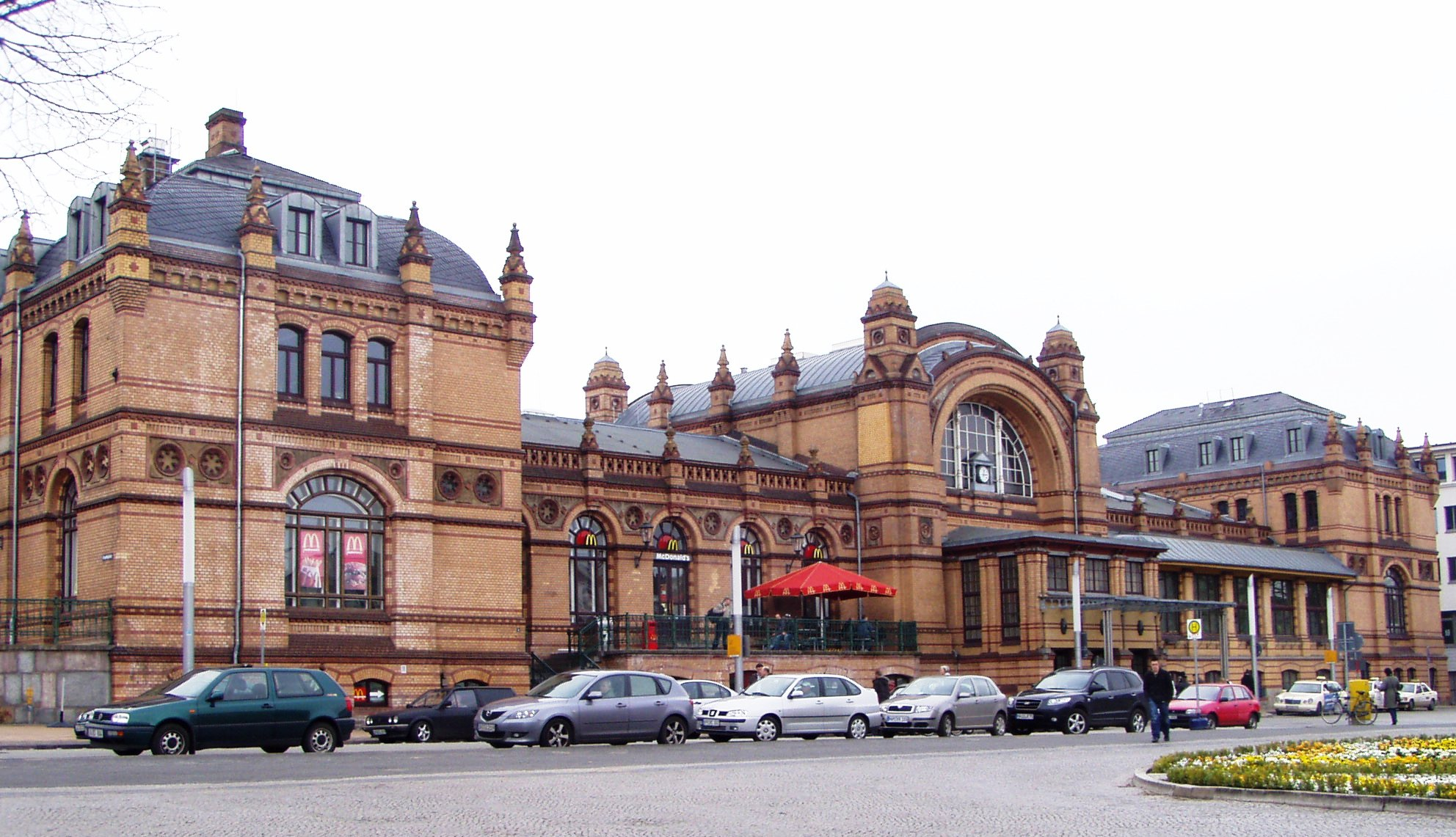
La estación central de Schwerin.

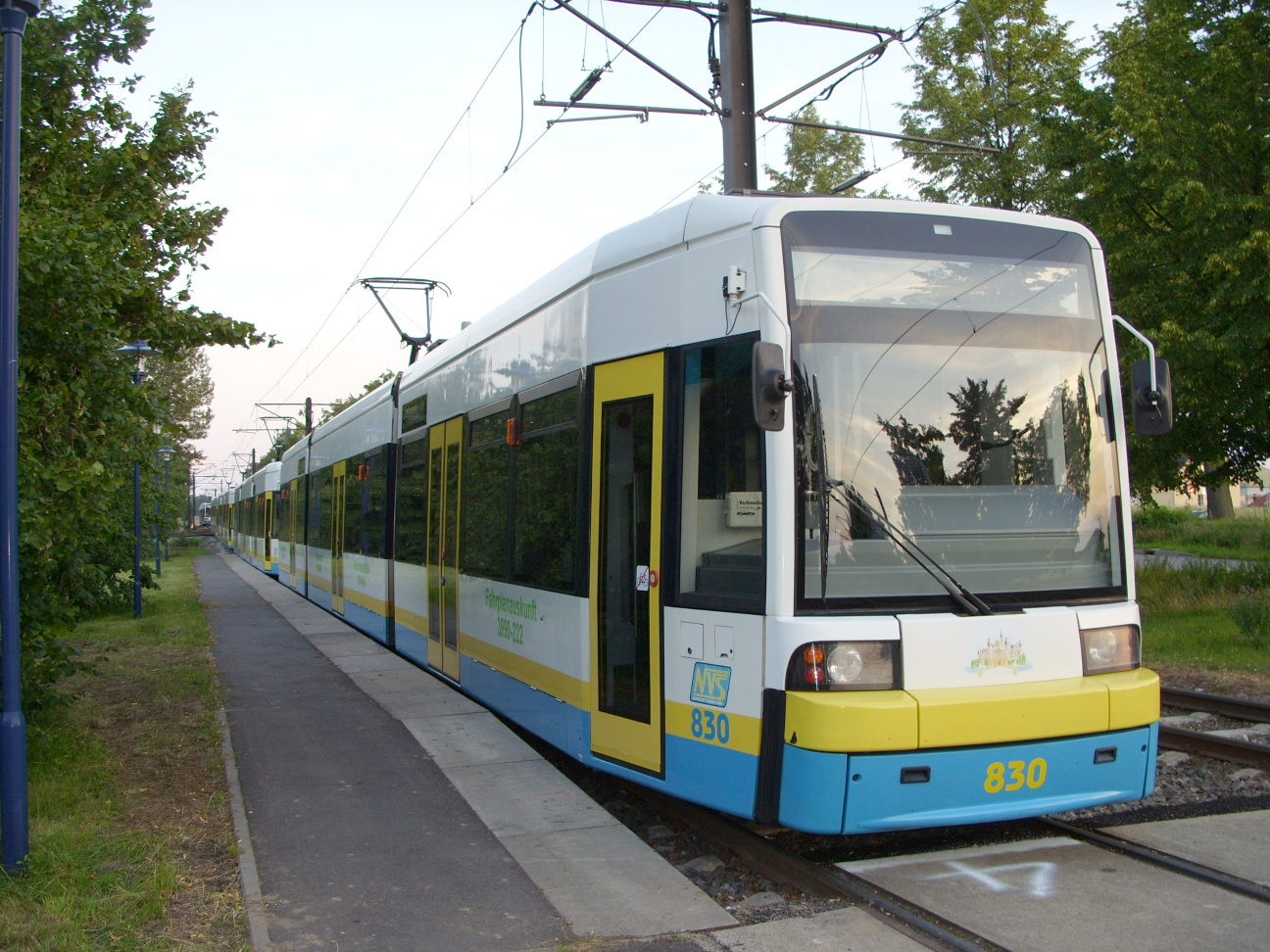
Tranvía en Schwerin.

Al sur de Schwerin se encuentra la autopista A 24 Hamburgo – Berlín (Bundesautobahn) y al norte la autopista A 20 Lübeck – Uckermark. Al este de la ciudad, a la orilla del lago de Schwerin, pasa la autopista A 14, que aún no está terminada. Cuando la autopista se haya completado, se conectará Magdeburg con Wismar.
A través de la zona urbana existen varias carreteras nacionales: la B 104 (Bundestrasse) en dirección este-oeste, la B 106 en dirección norte-sur y la B 321 en dirección sureste. La construcción de la carretera de circunvalación al oeste de Schwerin alivia el tráfico urbano. Está previsto prolongar la circunvalación al norte de Schwerin entre el pueblo Kirch Stück y Paulsdamm.
Schwerin obtuvo su primera conexión ferroviaria en 1847 con el ferrocarril a Hagenow. Este es el ferrocarril más antiguo de Mecklemburgo y conecta con la ruta de Berlín-Hamburgo. Hoy en día existen líneas ferroviarias en todas las direcciones. Las principales son las rutas de Hamburgo-Rostock-Stralsund y Wismar-Ludwigslust-Berlín.
El transporte público es muy importante para Schwerin. El llamado Nahverkehr Schwerin (NVS) tiene 4 líneas de tranvía y varias líneas de autobuses en la ciudad. El tranvía funciona en Schwerin desde 1908.
Aproximadamente 37 km al sureste está el aeropuerto Parchim-Schwerin (también Parchim International Airport). Desde el verano de 2007 el propietario del aeropuerto es la empresa china LinkGlobal Logistics Co. Ltd., con sede en Pekín. La empresa se encarga del transporte de mercancías entre Parchim-Schwerin y Zhengzhou en China.
El lago de Schwerin y el Ziegelsee son navegables. Entre otros, existen conexiones al Mar del Norte a través del Stör y el Elde, hacia el río Elba.
La ciudad está en la ruta alemana-holandesa Orange-Nassau. Esta ruta turística pasa por ciudades y regiones que se han conectado con la Casa de Orange-Nassau desde hace siglos. Tiene 2400 km de recorrido y atraviesa los Países Bajos y nueve Estados federados de Alemania.

## Medios de comunicación
En Schwerin se edita el diario Schweriner Volkszeitung, que también tiene su sede aquí. En mayo de 1995 el Schwerin Volkszeitung fue el primer diario alemán con un sitio web en Internet. El Norddeutscher Rundfunk (NDR) tiene en Schwerin su estudio para el programa regional destinado a Mecklemburgo-Pomerania Occidental, así como la radio NDR 1 Radio MV y la televisión NDR Fernsehen. La televisión privada aveo y la televisión pública FiSCH-TV difunden desde Schwerin a nivel regional. La torre de televisión de Schwerin es de 136 m de altura y también es una atracción turística.

## Educación
Schwerin tiene varios institutos. Por ejemplo, el instituto de enseñanza Fridericianum Schwerin, que tiene una tradición humanista de más de 450 años. Es el único instituto en el Estado federado que otorga el diploma de Graecum. La universidad popular Volkshochschule Ehm Welk ofrece cursos de distintas materias. El planetario de Schwerin fue fundado en 1962 y ofrece hoy conferencias y proyectos para jóvenes.

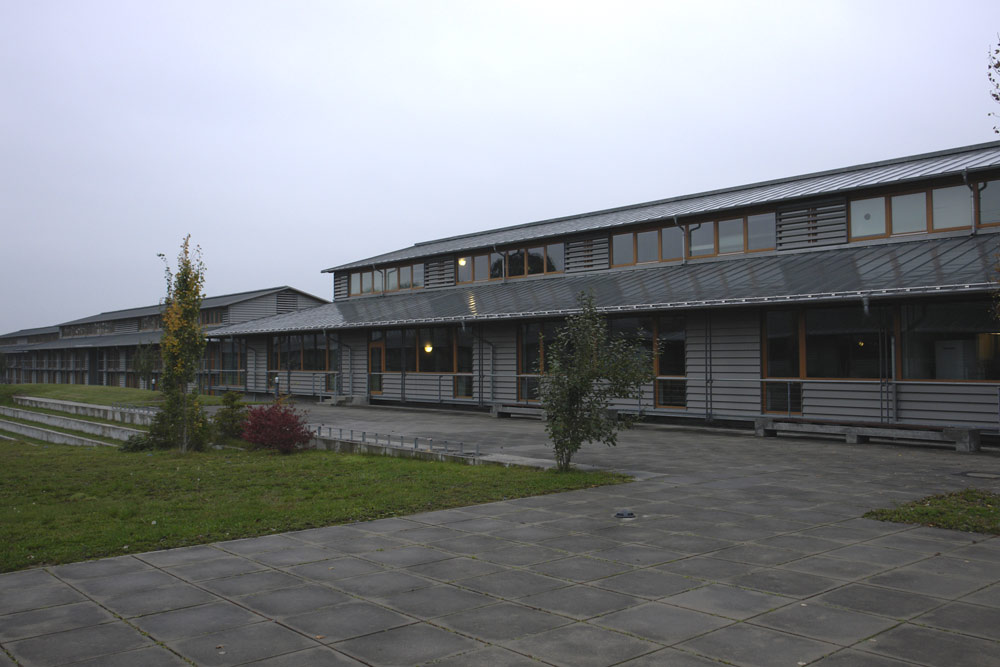
Fachhochschule Bundesagentur für Arbeit.

La ciudad de Schwerin es la única capital de un Estado federado alemán, que no tiene su propia universidad estatal. Las universidades de Lübeck, Rostock, Wismar y Hamburgo son las que están más cerca. Sin embargo, Schwerin es la sede de unas universidades privadas.
El Baltic College tiene un campus universitario en Schwerin. La universidad fue fundada en 2001 en Güstrow y es la primera universidad privada en Mecklemburgo-Pomerania Occidental que es reconocida a nivel nacional. Entre otras cosas la universidad da clases en economía turística. También la Hochschule der Bundesagentur für Arbeit tiene un campus universitario al norte de la ciudad. Esta universidad está ligada al Bundesargentur für Arbeit, que es la oficina de empleo en Alemania. La privada escuela de formación profesional Design Schule Schwerin ofrece entre otras la formación Game-Design, que es única en el norte de Alemania. Otras organizaciones privadas complementan la educación en Schwerin.
En 2002 se fundó el Hydrogen Institute of Applied Technologies (HIAT), un instituto de investigación dedicado en particular al desarrollo de las pilas de combustible. La sede está en el Technologie und Gewerbezentrum (TGZ) en el barrio Gartenstadt. En este barrio hay varias empresas pequeñas e institutos que investigan en diversos sectores.
Además las clínicas Helios Kliniken investigan en el ámbito de la Medicina.

## Cultura
Castillo de Schwerin

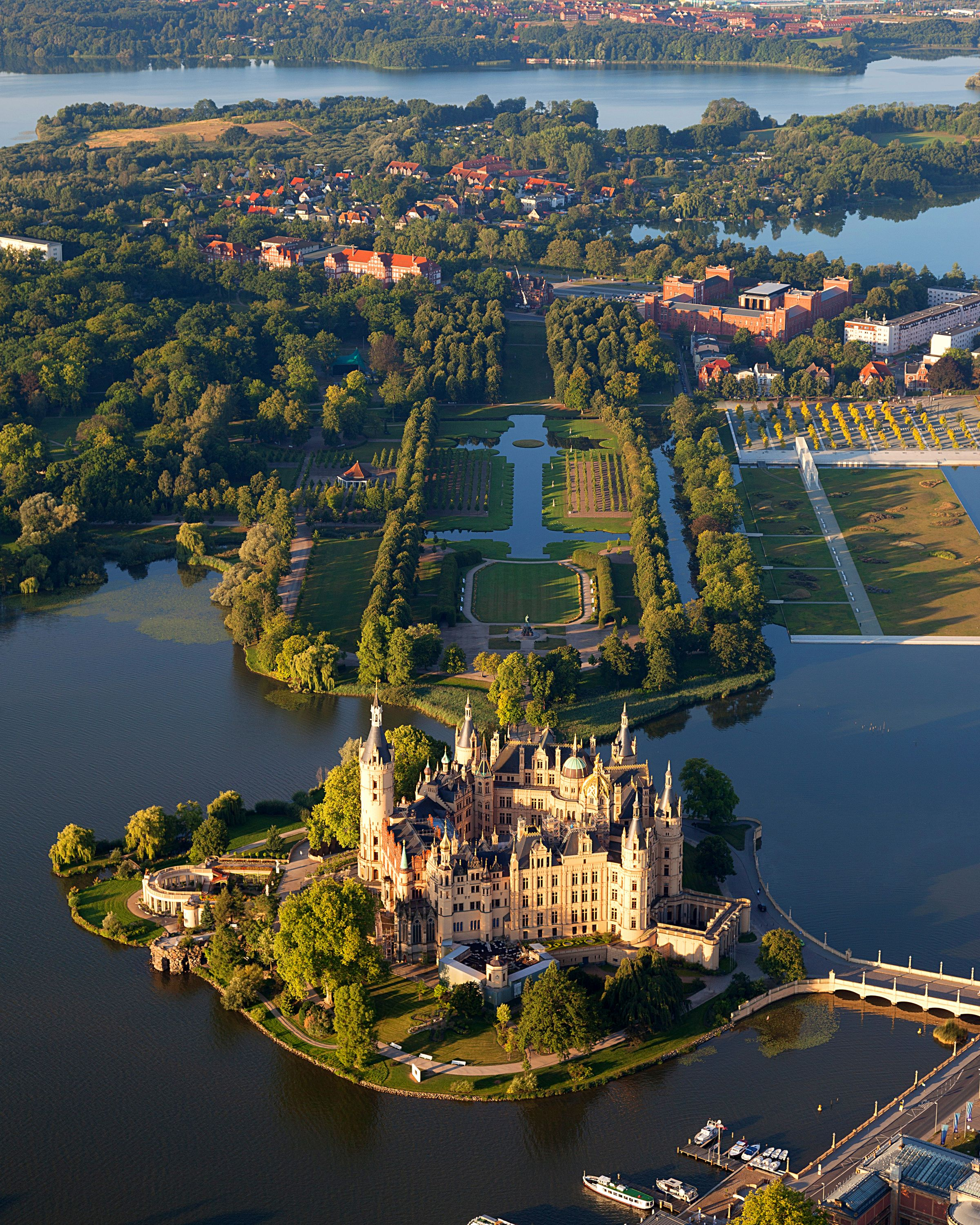
Castillo de Schwerin.

El castillo de Schwerin se encuentra en la isla en el centro de la ciudad. Es la sede del parlamento del Estado de Mecklemburgo-Pomerania Occidental. Además fue un largo tiempo la residencia de los duques y gran duques de Mecklemburgo.
El castillo se remonta a un proceso histórico de más de un milenio. La forma circular se deriva de un antiguo castillo eslavo, que databa del año 965.
El actual castillo es un elemento clave para el diseño del historicismo romántico. Se formó por una modificación radical del antiguo castillo entre 1845 y 1857 según los planos de cuatro grandes arquitectos: Georg Adolf Demmler, Gottfried Semper, Friedrich August Stüler y Ernst Friedrich Zwirner. Los castillos renacentistas franceses sirvieron de modelo. Muchos detalles del Castillo de Chambord del Loira se utilizaron para el Castillo de Schwerin.
Catedral de Schwerin
La catedral de la ciudad es la única muestra de arquitectura medieval de Schwerin que ha resistido el paso de los siglos a pesar de haber sufrido varias transformaciones.
Teatro Estatal

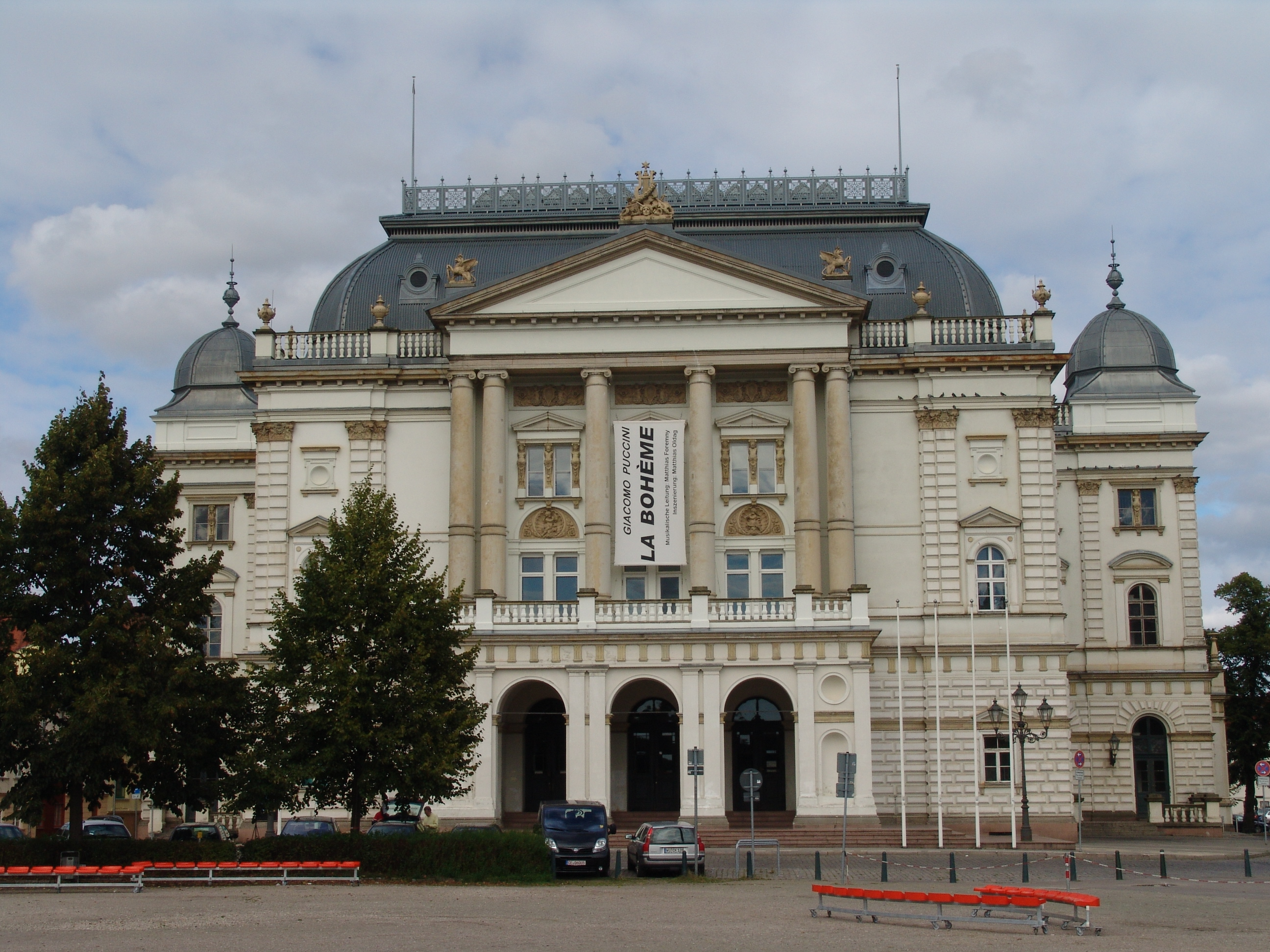
El teatro estatal de Mecklemburgo.

El Teatro Estatal de Mecklemburgo ofrece varias obras de marionetas y el Festival de Ópera del Castillo, con representación de Puccini y Verdi. Este último atrae cada verano a más de diez mil espectadores.
Plaza del Mercado
La Plaza del Mercado en el casco antiguo de la ciudad, se encuentra rodeada de monumentos históricos como el antiguo Ayuntamiento, el mercado y múltiples casas con frontones. En el centro de la plaza destaca además el Monumento del León.
Staatliches Museum Schwerin
Museo de Arte de la ciudad, posee la mayor colección de arte neerlandés fuera de los Países Bajos.

Schwerin, centro urbano, vista de la catedral.

## Hermanamientos
- Milwaukee (Estados Unidos)
- Odense (Dinamarca)
- Piła (Polonia)
- Reggio Emilia (Italia)
- Tallin (Estonia)
- Vaasa (Finlandia)
- Växjö (Suecia)
- Wuppertal (Alemania)